# باربرا هاينز
باربرا هاينز (بالإنجليزية: Barbara Hines)‏ هي فنانة أمريكية، ولدت في 1950.